# Виктурина, Мильда Петровна
Ми́льда Петро́вна Викту́рина (20 февраля 1923, Тетюши, Татарская АССР — 15 января 2005, Москва) — советский и российский рентгенолог, эксперт произведений искусства, искусствовед.

## Биография
Мильда Виктурина родилась 20 февраля 1923 года в Тетюшах Татарской АССР.
В 1941—1942 годах работала в колхозе Тетюш.
В 1947 году окончила 2-й медицинский институт, в 1959 году — Московский государственный университет имени М. В. Ломоносова.
В 1961—1974 годах работала в отделе физических методов исследования Всероссийской центральной научно-исследовательской лаборатории по консервации и реставрации музейных художественных ценностей (ВЦНИЛКР), где занималась усовершенствованием рентгенологических методов исследования музейных объектов.
Создала отделы экспертизы в Государственном историческом музее, Государственном музее изобразительных искусств имени А. С. Пушкина.
С 1974 года — заведующая научно-экспертным отделом Государственной Третьяковской галереи; занималась рентгенографическими исследованиями произведений искусства, в том числе для нужд экспертизы.
Умерла 15 января 2005 года.

### Семья
- Сестра — Вероника Петровна Виктурина (1921—2007), советский и российский радиолог, организатор здравоохранения. Кандидат медицинских наук.

## Проблема фальсификаций и увольнение из Третьяковской галереи
Российский рынок произведений искусства держится по большей части на мнениях экспертов, при этом существует проблема выдачи за вознаграждение положительных заключений на картины, подлинность которых вызывает серьёзные сомнения. В 1999 (либо 2000) году в Государственную Третьяковскую галерею принесли на экспертизу картину «Работа в саду» с предположительным авторством Натальи Гончаровой.
После стилистической и технологической экспертизы все члены экспертной группы Виктуриной пришли к заключению, что к Гончаровой работа не имеет отношения. С целью получения положительного заключения экспертизы Мильде Виктуриной была предложена взятка в пятьсот долларов, и после её отказа была назначена повторная экспертиза, от которой были отстранены все члены экспертной группы Виктуриной.
Другими экспертами картина была атрибутирована как подлинная. После этих событий Виктурина уволилась из Третьяковской галереи по собственному желанию.